# Armenia ai Giochi della XXXI Olimpiade
L'Armenia ha partecipato ai Giochi della XXXI Olimpiade, che si sono svolti a Rio de Janeiro, Brasile, dal 5 al 21 agosto 2016.

## Formazione
- Wikimedia Commons contiene immagini o altri file su Armenia ai Giochi della XXXI Olimpiade

L’Armenia ha partecipato ai Giochi Olimpici di Rio 2016 con una delegazione di 33 atleti in otto discipline differenti.
ATLETICA
Levon Aghasyan (salto triplo maschile)
Gor Nerkararyan (salto in lungo maschile)
Gayane Chiloyan (200 metri femminili)
Lilit Harutyunyan (400 metri ostacoli femminili)
Diana Khubeseryan (200 metri femminili)
Amaliya Sharoyan (salto in lungo femminile)
BOXE
Artur Hovhannisyan (pesi mosca leggeri maschili)
Narek Abgaryan (pesi mosca maschili)
Aram Avagyan (pesi gallo maschili)
Hovhannes Bachkov (pesi superleggeri maschili)
Vladimir Margaryan (pesi welter maschili)
GINNASTICA ARTISTICA
Artur Davtyan (maschile)
Harutyun Merdinyan (maschile)
Houry Gebeshian (femminile)
JUDO
Hovhannes Davtyan (60 kg maschile)
TIRO
Hrachik Babayan (carabina 10 m, carabina 50 m tre posizioni maschile)
NUOTO
Vahan Mkhitaryan (50 m stile libero maschile)
Monika Vasilyan (50 m stile libero femminile)
SOLLEVAMENTO PESI
Andranik Karapetyan (77 kg maschile)
Arakel Mirzoyan (85 kg maschile)
Simon Martirosyan (105 kg maschile)
Ruben Aleksanyan (+105 kg maschile)
Gor Minasyan (+105 kg maschile)
Nazik Avdalyan (69 kg femminile)
Sona Poghosyan (75 kg femminile)
LOTTA
Garnik Mnatsakanyan (57 kg libera maschile)
David Safaryan (65 kg libera maschile)
Georgy Ketoyev (97 kg libera maschile)
Levan Berianidze (125 kg libera maschile)
Migran Arutyunyan (66 kg greco-romana maschile)
Arsen Julfalakyan (75 kg greco-romana maschile)
Maksim Manukyan (85 kg greco-romana maschile)
Artur Aleksanyan (98 kg greco-romana maschile)